# G – som i gemenskap
G – som i gemenskap är en svensk film som regisserades av Staffan Hildebrand, och hade biopremiär i Sverige den 25 februari 1983.

## Handling
Filmen handlar om de tre unga killarna Kim (Niclas Wahlgren), Robban (Joakim Schröder) och Alexander (Sebastian Håkansson). De har just slutat gymnasieskolan på Södra Latin i Stockholm. De har olika problem som de tampas med under filmens gång.
Kim är kär i Mia (Ulrika Örn), men han har inte vågat ligga med henne. Han tror att hon är mycket mer erfaren än han är. Han tror sig även vara litet dragen till sin homosexuelle vän Kristoffer (Magnus Uggla), som driver nattklubben G.
Robban har hamnat snett i livet. Hans mamma vet ingenting om drogerna, men de har ständiga gräl om Robbans sena nattvanor och underliga kompisar. En dag hinner polisen ikapp Robban.
Alexander är sångare i källarbandet Barn. En manager lyckas övertala honom att överge sina kompisar och börja sjunga med Nürnberg 47, ett dekadent popband med en nyfascistisk stil.

## Om filmen
Filmen G spelades in sommaren 1982 i Stockholm.
Flera kända personer agerar i filmen. Magnus Uggla gör rollen som den homosexuelle Kristoffer. Författaren och debattören Lasse Strömstedt spelar rättrådig farsa och arbetsgivare. Regissören Staffan Hildebrand själv gör en cameo i början av filmen i en kör. 
Nattklubbsscenerna från den fiktiva klubben G spelades in i Kolingsborg.
Det finns även en kort dokumentärfilm gjord av Anders Lennberg 2006 som handlar om castingen och inspelningen av G.
Filmen är en av titlarna i boken Tusen svenska klassiker (2009).

## Musiken
Musiken ur filmen släpptes efteråt på LP, och sålde guld.
Med på filmens soundtrack finns bland annat låtar av Eva Dahlgren, Freestyle, Nasa, Reeperbahn (som spelar Nürnberg 47) och bandet Barn som också har en central roll i filmen.
Bandet Nürnberg 47 skapades för filmen. De spelar låten "Hundarna brinner" som initialt skall ha hetat "Ugnarna brinner" och anspelat på händelserna i Nürnberg. Olle Ljungström, sångare i Reeperbahn, förklarade senare ändå det hela så här: "Det behövdes ett namn för det här nazi-bandet och jag kom på "Nürnberg 47", men sen kom det fram efter filmen att rättegångarna skedde ju 1948. Det hände inte ett skit i Nürnberg 1947 ..." (I själva verket pågick rättegångarna mellan 1945 och 1949.) Nürnberg 47 spelar även låten "Spegelbild" samt en version av Velvet Undergrounds "Venus in Furs".
I samband med den erotiska poolscenen med Kim och Mia spelas "I'll Find My Way Home" med Jon & Vangelis.

## Uppföljare
Staffan Hildebrand har skrivit manus till en uppföljare till G – som i gemenskap, och hans plan var omkring 2006 att några av de gamla skådespelarna från filmen G skulle återgå till sina rollfigurer, dock som vuxna tonårsföräldrar. Filmen skulle handla om tre ungdomar med olika sociala bakgrunder, som bor vid tre olika tunnelbanestationer längs den röda linjen i Stockholm. Arbetstiteln på uppföljaren var Röda linjen.

## Rollista i urval
- Niclas Wahlgren – Kim
- Joakim Schröder – Robban
- Sebastian Håkansson – Alexander
- Magnus Uggla – Kristoffer
- Ewa Fröling – Robbans mamma
- Dominik Henzel – Sudden
- Ulrica Örn – Mia
- Lasse Strömstedt – Mias pappa
- Niels Jensen – Jeppe
- Ulf Brunnberg – managern Allan
- Jerry Williams – motorcykelknutte
- Jan Borchies – Robbans kompis
- Linus Wahlgren – Robbans lillebror
- Agneta Fagerström – Kims mamma
- Rebecca Pawlo – Westman, polis

Gruppen "Nürnberg 47"
- Olle Ljungström – gitarr, sång
- Jan Kyhle – klaviatur
- Peter Korhonen – trummor
- Peter Ivarss – elbas
- Eddie Sjöberg – gitarr

Gruppen "Barn"
- Sebastian Håkansson – sång
- Niels Jensen – keyboard
- Christer Melén
- Magnus Hedström
- Per Åkerlund
- Jean Frédéric Axelsson

## Musik
- Eva Dahlgren – Sexhets
- Eva Dahlgren – Strömningar
- Eva Dahlgren – Drömmar av guld
- Barn – Tre tusen meter
- Barn – Barnet i mig
- Barn – Tre vilda hav
- Nürnberg 47 – Hundarna brinner
- Nürnberg 47 – Spegelbild
- Nasa – Nattens drömmar
- Freestyle – Nattens dockor
- Niels Jensen – Delat samma cigarett
- Jon & Vangelis – I'll Find My Way Home